# Serie A 1980-1981 (rugby a 15)
La serie A 1980-81 fu il 51º campionato nazionale italiano di rugby a 15 di prima divisione.
Si tenne dal 12 ottobre 1980 all’11 maggio 1981 tra 12 squadre e si tratta, eccezion fatta per quella, estemporanea, del 1986-87, dell'ultima edizione di campionato disputatasi integralmente a girone unico; dalla stagione successiva furono introdotte la fase iniziale a gironi, a seguire la poule finale per scudetto e retrocessione e infine — a parte la citata edizione 1986-87 — la soluzione tutt'oggi in uso, quella mista girone iniziale all'italiana/play-off e finale-scudetto in gara unica.
Il torneo fu vinto dall'Aquila, al suo terzo scudetto, che mise in fila dietro di sé i campioni d'Italia dei tre tornei precedenti, Petrarca, Rovigo e Benetton
Stante l'allargamento a 16 squadre del torneo a seguire, non furono previste retrocessioni.

## Squadre partecipanti e sponsor
- Amatori Catania
- L’Aquila (Mael)
- Benetton
- Brescia (Geloso)
- Frascati (Tuttopanella)
- Livorno (Bandridge)

- Rugby Milano (MAA Assicurazioni)
- Parma
- Petrarca
- Rugby Roma (Jaffa)
- Rovigo (Sanson)
- San Donà (Fracasso)

## Risultati
|       | 1ª/12ª giornata            |       |
| ----- | -------------------------- | ----- |
| 4-23  | Amatori Catania - L'Aquila | 11-42 |
| 4-12  | Milano - San Donà          | 13-29 |
| 18-10 | Benetton Treviso - Parma   | 13-10 |
| 15-12 | Brescia - Rugby Roma       | 0-9   |
| 50-3  | Petrarca - Frascati        | 26-13 |
| 38-9  | Rovigo - Livorno           | 51-7  |
|       |                            |       |

|       | 4ª/15ª giornata               |      |
| ----- | ----------------------------- | ---- |
| 3-21  | Amatori Catania - Petrarca    | 8-25 |
| 10-7  | L'Aquila - Frascati           | 32-3 |
| 11-15 | Milano - Rovigo               | 7-62 |
| 24-6  | Livorno - Brescia             | 6-19 |
| 6-6   | Rugby Roma - Benetton Treviso | 6-47 |
| 12-3  | Parma - San Donà              | 11-9 |
|       |                               |      |

|       | 7ª/18ª giornata            |       |
| ----- | -------------------------- | ----- |
| 21-0  | L'Aquila - Rugby Roma      | 46-16 |
| 3-6   | Milano - Amatori Catania   | 27-17 |
| 32-6  | Benetton Treviso - Brescia | 30-6  |
| 25-12 | Petrarca - Parma           | 9-10  |
| 42-4  | Rovigo - Frascati          | 45-0  |
| 27-0  | San Donà - Livorno         | 15-4  |
|       |                            |       |

|       | 10ª/21ª giornata           |       |
| ----- | -------------------------- | ----- |
| 0-18  | Brescia - Petrarca         | 4-40  |
| 27-14 | Frascati - Rugby Roma      | 49-10 |
| 7-28  | Livorno - Benetton Treviso | 7-29  |
| 18-7  | Parma - Milano             | 7-3   |
| 12-16 | Rovigo - L'Aquila          | 16-24 |
| 12-7  | San Donà - Amatori Catania | 15-23 |

|       | 2ª/13ª giornata             |       |
| ----- | --------------------------- | ----- |
| 28-3  | L'Aquila - Milano           | 9-0   |
| 13-3  | Frascati - Benetton Treviso | 3-49  |
| 39-13 | Livorno - Amatori Catania   | 0-28  |
| 6-23  | Rugby Roma - Petrarca       | 4-54  |
| 6-6   | Parma - Rovigo              | 10-6  |
| 25-8  | San Donà - Brescia          | 12-19 |
|       |                             |       |

|       | 5ª/16ª giornata                    |       |
| ----- | ---------------------------------- | ----- |
| 43-13 | L'Aquila - Parma                   | 3-6   |
| 44-6  | Benetton Treviso - Amatori Catania | 36-8  |
| 9-12  | Brescia - Frascati                 | 21-28 |
| 20-20 | Livorno - Milano                   | 17-12 |
| 22-3  | Rovigo - Petrarca                  | 9-16  |
| 18-11 | San Donà - Rugby Roma              | 16-10 |
|       |                                    |       |

|       | 8ª/19ª giornata              |       |
| ----- | ---------------------------- | ----- |
| 6-16  | Benetton Treviso - Petrarca  | 16-12 |
| 7-18  | Brescia - Rovigo             | 12-41 |
| 10-3  | Frascati - Milano            | 18-16 |
| 10-10 | Livorno - Parma              | 9-18  |
| 6-0   | Rugby Roma - Amatori Catania | 3-44  |
| 6-23  | San Donà - L'Aquila          | 12-33 |
|       |                              |       |

|       | 11ª/22ª giornata           |       |
| ----- | -------------------------- | ----- |
| 16-12 | Amatori Catania - Frascati | 10-17 |
| 26-0  | L'Aquila - Livorno         | 10-6  |
| 16-4  | Milano - Brescia           | 15-16 |
| 15-6  | Benetton Treviso - Rovigo  | 13-19 |
| 6-19  | Rugby Roma - Parma         | 12-25 |
| 38-6  | Petrarca - San Donà        | 43-24 |

|       | 3ª/14ª giornata             |       |
| ----- | --------------------------- | ----- |
| 8-8   | Amatori Catania - Parma     | 0-37  |
| 34-7  | Benetton Treviso - San Donà | 20-12 |
| 3-6   | Brescia - L'Aquila          | 6-82  |
| 11-18 | Frascati - Livorno          | 9-12  |
| 44-4  | Petrarca - Milano           | 37-15 |
| 40-9  | Rovigo - Rugby Roma         | 27-24 |
|       |                             |       |

|       | 6ª/17ª giornata           |       |
| ----- | ------------------------- | ----- |
| 10-24 | Amatori Catania - Rovigo  | 10-44 |
| 16-9  | Milano - Benetton Treviso | 6-36  |
| 6-19  | Rugby Roma - Livorno      | 6-21  |
| 20-11 | Frascati - San Donà       | 7-22  |
| 6-0   | Parma - Brescia           | 3-10  |
| 3-3   | Petrarca - L'Aquila       | 10-19 |
|       |                           |       |

|       | 9ª/20ª giornata             |       |
| ----- | --------------------------- | ----- |
| 13-6  | Amatori Catania - Brescia   | 3-20  |
| 26-7  | L'Aquila - Benetton Treviso | 6-16  |
| 25-4  | Milano - Rugby Roma         | 42-10 |
| 21-12 | Parma - Frascati            | 16-4  |
| 22-4  | Petrarca - Livorno          | 10-11 |
| 54-0  | Rovigo - San Donà           | 19-24 |

## Classifica
|  |     | Squadra         | G  | V  | N | P  | PF  | PS  | Pt |
|  | --- | --------------- | -- | -- | - | -- | --- | --- | -- |
|  | 1.  | L’Aquila        | 22 | 19 | 1 | 2  | 583 | 160 | 39 |
|  | 2.  | Petrarca        | 22 | 16 | 1 | 5  | 545 | 202 | 33 |
|  | 3.  | Benetton        | 22 | 16 | 1 | 5  | 503 | 214 | 33 |
|  | 4.  | Rovigo          | 22 | 15 | 1 | 6  | 616 | 237 | 31 |
|  | 5.  | Parma           | 22 | 14 | 3 | 5  | 288 | 216 | 31 |
|  | 6.  | San Donà        | 22 | 10 | 0 | 12 | 317 | 413 | 20 |
|  | 7.  | Livorno         | 22 | 8  | 2 | 12 | 250 | 410 | 18 |
|  | 8.  | Frascati        | 22 | 9  | 0 | 13 | 282 | 456 | 18 |
|  | 9.  | Amatori Catania | 22 | 6  | 1 | 15 | 238 | 464 | 13 |
|  | 10. | Brescia         | 22 | 6  | 0 | 16 | 197 | 451 | 12 |
|  | 11. | Rugby Milano    | 22 | 5  | 1 | 16 | 268 | 428 | 11 |
|  | 12. | Rugby Roma      | 22 | 2  | 1 | 19 | 190 | 576 | 5  |

## Verdetti
- L’Aquila: campione d'Italia